# Juninho Paulista
Juninho Paulista, teljes nevén: Osvaldo Giroldo Júnior (São Paulo, 1973. február 22. –), konföderációs kupa győztes és világbajnok brazil válogatott labdarúgó.